# Jeffrey Kramer
Pour les articles homonymes, voir Kramer.
Jeffrey Kramer, né le 15 juillet 1945 à New York, est un acteur et producteur américain.

## Biographie
Il est notamment connu pour avoir incarné le policier Leonard Hendricks dans les deux premiers volets de la saga cinématographique Les Dents de la mer.

## Filmographie

### Acteur

#### Cinéma
- 1975 : Les Dents de la mer (Jaws) de Steven Spielberg : Leonard Hendricks
- 1975 : Speeding (court-métrage) de Mitchell Block : le conducteur de corvette
- 1976 : Hollywood Boulevard de Allan Arkush et Joe Dante : Patrick Hobby
- 1977 : Un petit mélo dans la tête (You Light Up My Life) de Joseph Brooks : un chanteur de fond
- 1978 : Les Dents de la mer, 2e partie (Jaws 2) de Jeannot Szwarc : Leonard Hendricks
- 1981 : Halloween 2 (Halloween II) de Rick Rosenthal : Graham
- 1981 : Heartbeeps de Allan Arkush : le robot de la fête
- 1983 : Inside the Love House de Jeff Begun : Rick
- 1984 : Double Jeu (American Dreamer) de Rick Rosenthal : un joueur de golf
- 1985 : Santa Claus de Jeannot Szwarc : Towzer
- 1985 : Cluedo (Clue) de Jonathan Lynn : l'automobiliste
- 1988 : Héros (Hero and the Terror) de William Tannen : Dwight

#### Télévision
- 1975 : Barney Miller : l'homme au bâton (1 épisode)
- 1975 - 1984 : Happy Days : Martin Smith / Lefty (2 épisodes)
- 1976 : Baretta : un junkie (1 épisode)
- 1976 : Chico and the Man : Rojo Buffalovo (1 épisode)
- 1976 : CPO Sharkey : une recrue (1 épisode)
- 1977 : Stick Around (téléfilm) : Ed
- 1977 - 1980 : MASH : Sgt Morgrove / un chauffeur (2 épisodes)
- 1978 : Soap : le 2d policier (1 épisode)
- 1978 - 1981 : Laverne and Shirley : l'ange / Jeff  (2 épisodes)
- 1979 : The Mary Tyler Moore Show : Roland (1 épisode)
- 1979 : Struck by Lightning : Ted Stein (5 épisodes)
- 1982 : L'Incroyable Hulk : Marty (1 épisode)
- 1988 : Loin de ce monde : Buddy Reynolds (1 épisode)
- 1997 : Ally McBeal : un piéton (sous le nom de Glance Heavenward)

### Producteur
- 1992 : Bob Dylan: 30th Anniversary Concert Celebration (émission spéciale) de Gavin Taylor (producteur exécutif)
- 1997 - 1999 : The Practice : Donnell et Associés (coproducteur exécutif)
- 1997 - 1999 : Ally McBeal (coproducteur exécutif)
- 1999 : Chicago Hope : La Vie à tout prix (2 épisodes)
- 1999 - 2000 : Ally (coproducteur exécutif)
- 2002 : A Time for Dancing de Peter Gilbert
- 2003 : The Big Empty de Steve Anderson (producteur exécutif)
- 2006 - 2008 : Bigfoot Presents: Meteor and the Mighty Monster Trucks (coproducteur exécutif)
- 2007 : Armed and Famous (1 épisode - producteur exécutif)

## Voix françaises
- Paul Bisciglia dans :
  - Les Dents de la mer (1er doublage, 1975)
  - Les Dents de la mer, 2e partie

et aussi
- Tugdual Rio dans Les Dents de la mer (2e doublage, 2000)
- Georges Berthomieu dans Halloween 2
- Philippe Ogouz dans Santa Claus
- Patrick Guillemin dans Cluedo
- Philippe Peythieu dans Héros